# 1992-es Formula–1 francia nagydíj
A francia nagydíj volt az 1992-es Formula–1 világbajnokság nyolcadik futama.

## Futam
Franciaországban ismét Mansell indult az első helyről, Patrese, Senna és Berger előtt. A rajtnál Patrese megelőzte Mansellt, Berger pedig Sennát. Az Adelaide hajtűkanyarban Schumacher Sennát próbálta előzni, de nekiütközött. A brazil emiatt kiesett, Schumachernek pedig ki kellett állnia a boxba javításra. A 11. körben Berger motorja tönkrement. Nem sokkal olyan erősséggel kezdett esni, hogy a versenyt megállították. Miután elállt az eső, a mezőny újra elrajtolt. Patrese megtartotta a vezetést Mansell és Brundle előtt, Alesi feljött a negyedik helyre. Patrese elengedte Mansellt, így a brit az élre állt. Ismét elkezdett esni, ekkor mindenki kiállt esőgumikért, de Alesi túl későn ment ki boxba, ezért hatodiknak esett vissza. A 61. körben a francia motorhiba miatt kiesett.
Mansell győzött a csapattárs Patrese előtt, így a Williams újabb kettős győzelmet szerzett. Brundle harmadik, Häkkinen negyedik, Comas ötödik, Johnny Herbert hatodik lett.
| Helyezés | #  | Versenyző            | Csapat/Motor          | Futott körök | Idő/Kiesés oka | Rajthely | Pontszám |
| -------- | -- | -------------------- | --------------------- | ------------ | -------------- | -------- | -------- |
| 1        | 5  | Nigel Mansell        | Williams-Renault      | 69           | 1:38:08,459    | 1        | 10       |
| 2        | 6  | Riccardo Patrese     | Williams-Renault      | 69           | + 46,447       | 2        | 6        |
| 3        | 20 | Martin Brundle       | Benetton-Ford         | 69           | + 1:12,579     | 7        | 4        |
| 4        | 11 | Mika Häkkinen        | Lotus-Ford            | 68           | + 1 kör        | 11       | 3        |
| 5        | 26 | Érik Comas           | Ligier-Renault        | 68           | + 1 kör        | 10       | 2        |
| 6        | 12 | Johnny Herbert       | Lotus-Ford            | 68           | + 1 kör        | 12       | 1        |
| 7        | 9  | Michele Alboreto     | Footwork-Mugen-Honda  | 68           | + 1 kör        | 14       |          |
| 8        | 24 | Gianni Morbidelli    | Minardi-Lamborghini   | 68           | + 1 kör        | 16       |          |
| 9        | 21 | Jyrki Järvilehto     | Dallara-Ferrari       | 67           | + 2 kör        | 17       |          |
| 10       | 22 | Pierluigi Martini    | Dallara-Ferrari       | 67           | + 2 kör        | 25       |          |
| 11       | 3  | Olivier Grouillard   | Tyrrell-Ilmor         | 66           | + 3 kör        | 22       |          |
| Kiesett  | 27 | Jean Alesi           | Ferrari               | 61           | Motorhiba      | 6        |          |
| Kiesett  | 4  | Andrea de Cesaris    | Tyrrell-Ilmor         | 51           | Kicsúszás      | 19       |          |
| Kiesett  | 30 | Katajama Ukjó        | Larrousse-Lamborghini | 41           | Motorhiba      | 18       |          |
| Kiesett  | 25 | Thierry Boutsen      | Ligier-Renault        | 46           | Kicsúszás      | 9        |          |
| Kiesett  | 28 | Ivan Capelli         | Ferrari               | 38           | Motorhiba      | 8        |          |
| Kiesett  | 16 | Karl Wendlinger      | March-Ilmor           | 33           | Váltó          | 21       |          |
| Kiesett  | 32 | Stefano Modena       | Jordan-Yamaha         | 25           | Motorhiba      | 20       |          |
| Kiesett  | 10 | Szuzuki Aguri        | Footwork-Mugen-Honda  | 20           | Kicsúszás      | 15       |          |
| Kiesett  | 19 | Michael Schumacher   | Benetton-Ford         | 17           | Baleset        | 5        |          |
| Kiesett  | 2  | Gerhard Berger       | McLaren-Honda         | 10           | Motorhiba      | 4        |          |
| Kiesett  | 15 | Gabriele Tarquini    | Fondmetal-Ford        | 6            | Gázadagoló     | 23       |          |
| Kiesett  | 1  | Ayrton Senna         | McLaren-Honda         | 0            | Baleset        | 3        |          |
| Kiesett  | 29 | Bertrand Gachot      | Larrousse-Lamborghini | 0            | Baleset        | 13       |          |
| Kiesett  | 33 | Maurício Gugelmin    | Jordan-Yamaha         | 0            | Baleset        | 24       |          |
| Kiesett  | 14 | Andrea Chiesa        | Fondmetal-Ford        | 0            | Baleset        | 26       |          |
| NK       | 17 | Paul Belmondo        | March-Ilmor           |              |                |          |          |
| NK       | 23 | Christian Fittipaldi | Minardi-Lamborghini   |              |                |          |          |
| NK       | 7  | Eric van de Poele    | Brabham-Judd          |              |                |          |          |
| NK       | 8  | Damon Hill           | Brabham-Judd          |              |                |          |          |

## A világbajnokság élmezőnyének állása a verseny után
| H  | Versenyzők         | Pont | H  | Konstruktőrök    | Pont |
| -- | ------------------ | ---- | -- | ---------------- | ---- |
| 1. | Nigel Mansell      | 66   | 1. | Williams-Renault | 100  |
| 2. | Riccardo Patrese   | 34   | 2. | McLaren-Honda    | 36   |
| 3. | Michael Schumacher | 26   | 3. | Benetton-Ford    | 35   |
| 4. | Ayrton Senna       | 18   | 4. | Ferrari          | 13   |
| 5. | Gerhard Berger     | 18   | 5. | Lotus-Ford       | 6    |

## Statisztikák
Vezető helyen:
- Riccardo Patrese: 18 (1-18)
- Nigel Mansell: 51 (19-69)

Nigel Mansell 27. győzelme, 23. pole-pozíciója, 26. leggyorsabb köre, 4. mesterhármasa (gy, pp, lk)
- Williams 57. győzelme.